# Grande Prêmio da Espanha de 2020
Grande Prêmio da Espanha de 2020 (formalmente denominado Formula 1 Aramco Gran Premio de España 2020) foi a quinta etapa do Campeonato Mundial de 2020 da Fórmula 1. Foi disputado em 16 de agosto de 2020 no Circuito da Catalunha, Montmeló, Espanha. Esta etapa era prevista para ser a 6ª do Campeonato Mundial, contudo, por conta dos adiamentos e cancelamentos das etapas anteriores pela pandemia de COVID-19, em 2 de junho a FIA anunciou o início da temporada com a corrida austríaca na data originalmente planejada e a etapa espanhola adiada.

## Relatório

### Treino Classificatório

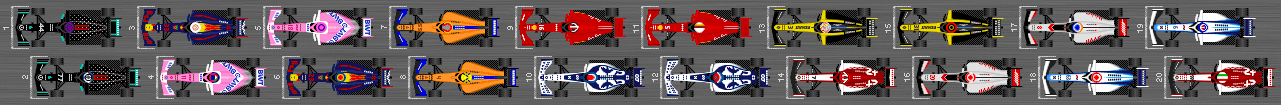
Grid de Largada

Q1
Q2
Q3

## Pneus
| Nome do composto | Cor | Banda de rolamento | Condições de Tempo | Dry Type                           | Aderência       | Longevidade   |
| ---------------- | --- | ------------------ | ------------------ | ---------------------------------- | --------------- | ------------- |
| Macio (C3)       |     | Slick (P Zero)     | Seco               | Supersoft                          | Mais aderência  | Menos durável |
| Médio (C2)       |     | Slick (P Zero)     | Seco               | Soft                               | Médio           | Médio         |
| Duro (C1)        |     | Slick (P Zero)     | Seco               | Medium                             | Menos aderência | Mais durável  |
| Intermediário    |     | Sulcos (Cinturato) | Molhado            | Intermediate (água não estagnante) | —               | —             |
| Chuva            |     | Sulcos (Cinturato) | Molhado            | Wet (água estagnante)              | —               | —             |

| Escolhas de Pneus de cada piloto para o GP da Espanha: | Escolhas de Pneus de cada piloto para o GP da Espanha: | Escolhas de Pneus de cada piloto para o GP da Espanha: | Escolhas de Pneus de cada piloto para o GP da Espanha: | Escolhas de Pneus de cada piloto para o GP da Espanha: | Escolhas de Pneus de cada piloto para o GP da Espanha: |
| ------------------------------------------------------ | ------------------------------------------------------ | ------------------------------------------------------ | ------------------------------------------------------ | ------------------------------------------------------ | ------------------------------------------------------ |
| Nº                                                     | Pilotos                                                | Equipe(s)                                              | Duro                                                   | Médio                                                  | Macio                                                  |
| 44                                                     | Lewis Hamilton                                         | Mercedes                                               |                                                        |                                                        |                                                        |
| 77                                                     | Valtteri Bottas                                        | Mercedes                                               |                                                        |                                                        |                                                        |
| 5                                                      | Sebastian Vettel                                       | Ferrari                                                |                                                        |                                                        |                                                        |
| 16                                                     | Charles Leclerc                                        | Ferrari                                                |                                                        |                                                        |                                                        |
| 23                                                     | Alexander Albon                                        | Red Bull-Honda                                         |                                                        |                                                        |                                                        |
| 33                                                     | Max Verstappen                                         | Red Bull-Honda                                         |                                                        |                                                        |                                                        |
| 3                                                      | Daniel Ricciardo                                       | Renault                                                |                                                        |                                                        |                                                        |
| 31                                                     | Esteban Ocon                                           | Renault                                                |                                                        |                                                        |                                                        |
| 8                                                      | Romain Grosjean                                        | Haas-Ferrari                                           |                                                        |                                                        |                                                        |
| 20                                                     | Kevin Magnussen                                        | Haas-Ferrari                                           |                                                        |                                                        |                                                        |
| 55                                                     | Carlos Sainz Jr.                                       | McLaren-Renault                                        |                                                        |                                                        |                                                        |
| 4                                                      | Lando Norris                                           | McLaren-Renault                                        |                                                        |                                                        |                                                        |
| 11                                                     | Sergio Pérez                                           | Racing Point-Mercedes                                  |                                                        |                                                        |                                                        |
| 18                                                     | Lance Stroll                                           | Racing Point-Mercedes                                  |                                                        |                                                        |                                                        |
| 7                                                      | Kimi Raikkonen                                         | Alfa Romeo Racing-Ferrari                              |                                                        |                                                        |                                                        |
| 99                                                     | Antonio Giovinazzi                                     | Alfa Romeo Racing-Ferrari                              |                                                        |                                                        |                                                        |
| 10                                                     | Pierre Gasly                                           | AlphaTauri-Honda                                       |                                                        |                                                        |                                                        |
| 26                                                     | Daniil Kvyat                                           | AlphaTauri-Honda                                       |                                                        |                                                        |                                                        |
| 6                                                      | Nicholas Latifi                                        | Williams-Mercedes                                      |                                                        |                                                        |                                                        |
| 63                                                     | George Russell                                         | Williams-Mercedes                                      |                                                        |                                                        |                                                        |

## Resultados

### Treino Classificatório
| Pos.                     | Nº | Piloto             | Construtor                | Tempos   | Tempos   | Tempos   | Grid |
| Pos.                     | Nº | Piloto             | Construtor                | Q1       | Q2       | Q3       | Grid |
| ------------------------ | -- | ------------------ | ------------------------- | -------- | -------- | -------- | ---- |
| 1                        | 44 | Lewis Hamilton     | Mercedes                  | 1:16.872 | 1:16.013 | 1:15.584 | 1    |
| 2                        | 77 | Valtteri Bottas    | Mercedes                  | 1:17.243 | 1:16.152 | 1:15.643 | 2    |
| 3                        | 33 | Max Verstappen     | Red Bull Racing-Honda     | 1:17.213 | 1:16.518 | 1:16.292 | 3    |
| 4                        | 11 | Sergio Pérez       | Racing Point-BWT Mercedes | 1:17.117 | 1:16.936 | 1:16.482 | 4    |
| 5                        | 18 | Lance Stroll       | Racing Point-BWT Mercedes | 1:17.316 | 1:16.666 | 1:16.589 | 5    |
| 6                        | 23 | Alexander Albon    | Red Bull Racing-Honda     | 1:17.419 | 1:17.163 | 1:17.029 | 6    |
| 7                        | 55 | Carlos Sainz Jr.   | McLaren-Renault           | 1:17.438 | 1:16.876 | 1:17.044 | 7    |
| 8                        | 4  | Lando Norris       | McLaren-Renault           | 1:17.577 | 1:17.166 | 1:17.084 | 8    |
| 9                        | 16 | Charles Leclerc    | Ferrari                   | 1:17.256 | 1:16.953 | 1:17.087 | 9    |
| 10                       | 10 | Pierre Gasly       | AlphaTauri-Honda          | 1:17.356 | 1:16.800 | 1:17.136 | 10   |
| 11                       | 5  | Sebastian Vettel   | Ferrari                   | 1:17.573 | 1:17.168 | N/A      | 11   |
| 12                       | 26 | Daniil Kvyat       | AlphaTauri-Honda          | 1:17.676 | 1:17.192 | N/A      | 12   |
| 13                       | 3  | Daniel Ricciardo   | Renault                   | 1:17.667 | 1:17.198 | N/A      | 13   |
| 14                       | 7  | Kimi Räikkönen     | Alfa Romeo Racing-Ferrari | 1:17.797 | 1:17.386 | N/A      | 14   |
| 15                       | 31 | Esteban Ocon       | Renault                   | 1:17.765 | 1:17.567 | N/A      | 15   |
| 16                       | 20 | Kevin Magnussen    | Haas-Ferrari              | 1:17.908 | N/A      | N/A      | 16   |
| 17                       | 8  | Romain Grosjean    | Haas-Ferrari              | 1:18.089 | N/A      | N/A      | 17   |
| 18                       | 63 | George Russell     | Williams-Mercedes         | 1:18.099 | N/A      | N/A      | 18   |
| 19                       | 6  | Nicholas Latifi    | Williams-Mercedes         | 1:18.532 | N/A      | N/A      | 19   |
| 20                       | 99 | Antonio Giovinazzi | Alfa Romeo Racing-Ferrari | 1:18.697 | N/A      | N/A      | 20   |
| Regra dos 107%: 1:22.253 |    |                    |                           |          |          |          |      |
| Fonte:                   |    |                    |                           |          |          |          |      |

### Corrida

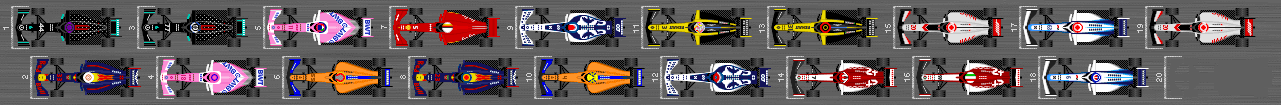
Posições de chegada da corrida

| 1      | 44 | Lewis Hamilton     | Mercedes                  | 66 | 1:31:45.279       | 1  | 25   |
| 2      | 33 | Max Verstappen     | Red Bull Racing-Honda     | 66 | +24.177           | 3  | 18   |
| 3      | 77 | Valtteri Bottas    | Mercedes                  | 66 | +44.752           | 2  | 15+1 |
| 4      | 18 | Lance Stroll       | Racing Point-BWT Mercedes | 65 | +1 Volta          | 5  | 12   |
| 5      | 11 | Sergio Pérez       | Racing Point-BWT Mercedes | 65 | +1 Volta          | 4  | 10   |
| 6      | 55 | Carlos Sainz Jr.   | McLaren-Renault           | 65 | +1 Volta          | 7  | 8    |
| 7      | 5  | Sebastian Vettel   | Ferrari                   | 65 | +1 Volta          | 11 | 6    |
| 8      | 23 | Alexander Albon    | Red Bull Racing-Honda     | 65 | +1 Volta          | 6  | 4    |
| 9      | 10 | Pierre Gasly       | AlphaTauri-Honda          | 65 | +1 Volta          | 10 | 2    |
| 10     | 4  | Lando Norris       | McLaren-Renault           | 65 | +1 Volta          | 8  | 1    |
| 11     | 3  | Daniel Ricciardo   | Renault                   | 65 | +1 Volta          | 13 |      |
| 12     | 26 | Daniil Kvyat       | AlphaTauri-Honda          | 65 | +1 Volta          | 12 |      |
| 13     | 31 | Esteban Ocon       | Renault                   | 65 | +1 Volta          | 15 |      |
| 14     | 7  | Kimi Räikkönen     | Alfa Romeo Racing-Ferrari | 65 | +1 Volta          | 14 |      |
| 15     | 20 | Kevin Magnussen    | Haas-Ferrari              | 65 | +1 Volta          | 16 |      |
| 16     | 99 | Antonio Giovinazzi | Alfa Romeo Racing-Ferrari | 65 | +1 Volta          | 20 |      |
| 17     | 63 | George Russell     | Williams-Mercedes         | 65 | +1 Volta          | 18 |      |
| 18     | 6  | Nicholas Latifi    | Williams-Mercedes         | 64 | +2 Voltas         | 19 |      |
| 19     | 8  | Romain Grosjean    | Haas-Ferrari              | 64 | +2 Voltas         | 17 |      |
| 20     | 16 | Charles Leclerc    | Ferrari                   | 38 | Unid. de potência | 9  |      |
| Fonte: |    |                    |                           |    |                   |    |      |

## Curiosidades
- Lewis Hamilton superou o recorde de número de pódios(156),sendo que na prova anterior igualou com Michael Schumacher (155).
- Sebastian Vettel alcançou os 3000 pontos de sua carreira na Fórmula 1.

## Voltas na Liderança
| Nº de Voltas | Piloto         | Voltas |
| ------------ | -------------- | ------ |
| 66           | Lewis Hamilton | 1-66   |

## 2020DHLFastest Pit Stop Award

### Resultado
| 1      | 33 | Max Verstappen     | Red Bull-Honda            | 1.9  | 25 |
| 2      | 23 | Alexander Albon    | Red Bull-Honda            | 2.07 | 18 |
| 3      | 44 | Lewis Hamilton     | Mercedes                  | 2.29 | 15 |
| 4      | 7  | Kimi Räikkönen     | Alfa Romeo Racing-Ferrari | 2.32 | 12 |
| 5      | 6  | Nicholas Latifi    | Williams-Mercedes         | 2.36 | 10 |
| 6      | 63 | George Russell     | Williams-Mercedes         | 2.40 | 8  |
| 7      | 3  | Daniel Ricciardo   | Renault                   | 2.43 | 6  |
| 8      | 5  | Sebastian Vettel   | Ferrari                   | 2.45 | 4  |
| 9      | 18 | Lance Stroll       | Racing Point-Mercedes     | 2.51 | 2  |
| 10     | 99 | Antonio Giovinazzi | Alfa Romeo Racing-Ferrari | 2.51 | 1  |
| Fonte: |    |                    |                           |      |    |

### Classificação
| Tabela do DHL Fastest Pit Stop Award \| Pos \| Construtor \| Pontos \| \| --- \| ------------------------- \| ------ \| \| 1 \| Red Bull-Honda \| 198 \| \| 2 \| Mercedes \| 113 \| \| 3 \| Williams-Mercedes \| 93 \| \| 4 \| Alfa Romeo Racing-Ferrari \| 70 \| \| 5 \| Renault \| 60 \| \| 6 \| AlphaTauri-Honda \| 27 \| \| 7 \| Ferrari \| 23 \| \| 8 \| Racing Point-Mercedes \| 13 \| \| 9 \| McLaren-Renault \| 8 \| \| 10 \| Haas-Ferrari \| 1 \| |                           |        |
| Pos | Construtor                | Pontos |
| 1 | Red Bull-Honda            | 198    |
| 2 | Mercedes                  | 113    |
| 3 | Williams-Mercedes         | 93     |
| 4 | Alfa Romeo Racing-Ferrari | 70     |
| 5 | Renault                   | 60     |
| 6 | AlphaTauri-Honda          | 27     |
| 7 | Ferrari                   | 23     |
| 8 | Racing Point-Mercedes     | 13     |
| 9 | McLaren-Renault           | 8      |
| 10 | Haas-Ferrari              | 1      |

## Tabela do campeonato após a corrida
Somente as cinco primeiras posições estão incluídas nas tabelas.
| Pos | Piloto          | Pontos | Var     |
| --- | --------------- | ------ | ------- |
| 1   | Lewis Hamilton  | 132    | Estável |
| 2   | Max Verstappen  | 95     | Estável |
| 3   | Valtteri Bottas | 89     | Estável |
| 4   | Charles Leclerc | 45     | Estável |
| 5   | Lance Stroll    | 40     | 2       |

| Pos | Construtor            | Pontos | Var     |
| --- | --------------------- | ------ | ------- |
| 1   | Mercedes              | 201    | Estável |
| 2   | Red Bull-Honda        | 135    | Estável |
| 3   | Racing Point-Mercedes | 63     | 2       |
| 4   | McLaren-Renault       | 62     | Estável |
| 5   | Ferrari               | 61     | 1       |